# 北中米カノン的合法正教会主教会議
北中米カノン的合法正教会主教会議（ほくちゅうべい - てきごうほうせいきょうかいしゅきょうかいぎ、英語: Assembly of Canonical Orthodox Bishops of North and Central America、正式名称：英語: Episcopal Assembly of North and Central America）とは、北中米におけるカノン的正教会の全教区の主教達によって構成される組織。

## 前身となる組織との承継関係
北中米カノン的合法正教会主教会議は、米州カノン的合法正教会常設主教会議（英語: Standing Conference of the Canonical Orthodox Bishops in the Americas, 略称:SCOBA）の継承機関であることを宣言し、附属組織・活動を併せて継承している。

## 設立の経緯とねらい
北米には独立正教会であるアメリカ正教会があるが、この独立正教会としての地位はコンスタンディヌーポリ総主教庁からは認められておらず、北中米にはアメリカ正教会以外にも多くの教会（コンスタンディヌーポリ総主教庁、アンティオキア総主教庁、在外ロシア正教会など）が教区を設置している。移民ごとに教区を設置するために起こった、地域内に正教会組織が複数並立している「正教の離散」（英語: Orthodox Diaspora）問題が北米・西欧などにおける正教会内にある。
こうした背景のもと、北中米カノン的合法正教会主教会議は、精神性、神学、教会論、教会法、教育、宣教、慈善事業の協力によって、正教会の合一に寄与・保護することを目的としている。この目的達成のため、以下の目標を掲げている。
1. 北中米における教会の合一の進展と成就
2. 当該地域における正教信者に対する共通の牧会活動の強化
3. 正教会の共通の表明者となること。

さらにこれらに加えて、「正教会の教会論および教会法の伝統の一致する中での北中米における教会組織」を挙げている。
前身であるSCOBAと異なり、本組織は過渡期のものであると自己規定している。将来的には北中米における一致した正教のシノドの設置が期待されている。

## 含まれている教会組織・教区
北中米カノン的合法正教会主教会議においてカノン的合法正教会とされているのは以下の教会である。
- コンスタンディヌーポリ総主教庁系（英語: Ecumenical Patriarchate）
  - ギリシャ正教会アメリカ大主教区（英語: Greek Orthodox Archdiocese of America）
  - ギリシャ正教会メキシコ府主教区（英語: Greek Orthodox Metropolis of Mexico）
  - アメリカ合衆国・アメリカン・カルパトロシアン正教会（英語: American Carpatho-Russian Orthodox Diocese of the USA）
  - アメリカ合衆国・ウクライナ正教会（英語: Ukrainian Orthodox Church of the USA）
  - カナダ・ウクライナ正教会（英語: Ukrainian Orthodox Church in Canada）
  - アルバニア正教主教区（英語: Albanian Orthodox Diocese）
- アンティオキア総主教庁系（英語: Patriarchate of Antioch）
  - 北米アンティオキア正教大主教区（英語: Antiochian Orthodox Christian Archdiocese of North America）
  - メキシコ・中米・アンティオキア正教大主教区（英語: Antiochian Orthodox Christian Archdiocese of Mexico and Central America）
- モスクワ総主教庁系（英語: Patriarchate of Moscow）
  - ロシア正教会（英語: Russian Orthodox Church）
  - 在外ロシア正教会（英語: Russian Orthodox Church Outside of Russia (ROCOR)）
- セルビア総主教庁系（英語: Patriarchate of Serbia）
  - 北米南米セルビア正教会（英語: Serbian Orthodox Church in North and South America）
- ルーマニア総主教庁系（英語: Patriarchate of Romania）
  - 米州ルーマニア正教大主教区（英語: Romanian Orthodox Archdiocese in the Americas）
- ブルガリア総主教庁系（英語: Patriarchate of Bulgaria）
  - アメリカ合衆国・カナダ・オーストラリアのブルガリア東方正教主教区（英語: Bulgarian Eastern Orthodox Diocese of the USA, Canada, and Australia）
- グルジア総主教庁系（英語: Patriarchate of Georgia）
  - グルジア正教会（英語: Georgian Orthodox Church）
- アメリカ正教会（英語: Orthodox Church in America）